# Strefa zamknięta dla żeglugi i rybołówstwa
Strefa zamknięta dla żeglugi i rybołówstwa – akwen zamknięty na stałe lub zamykany okresowo dla rybołówstwa lub dla żeglugi i rybołówstwa.

## RozporządzenieMinistra Obrony Narodowej
Zgodnie z ustawą o obszarach morskich Rzeczypospolitej Polskiej i administracji morskiej na morskich wodach wewnętrznych oraz na morzu terytorialnym mogą być ustanawiane strefy zamknięte dla żeglugi i rybołówstwa. Minister Obrony Narodowej w rozporządzeniu "w sprawie stref zamkniętych dla żeglugi i rybołówstwa na obszarach morskich Rzeczypospolitej Polskiej" wyznaczył następujące strefy:
| nazwa (numer) | rodzaj zamknięcia | rodzaj zamknięcia     | orientacyjne położenie                         | widok (wikimapia) | współrzędne geograficzne wierzchołków |
| nazwa (numer) | czas              | dotyczy               | orientacyjne położenie                         | widok (wikimapia) | współrzędne geograficzne wierzchołków |
| ------------- | ----------------- | --------------------- | ---------------------------------------------- | ----------------- | ------------------------------------- |
| 1a            | okresowo          | żeglugi i rybołówstwa | Zatoka Gdańska, okolice Kątów Rybackich        | zobacz strefę 1a  | 54° 23.91' N 018° 59.84’ E            |
| 1a            | okresowo          | żeglugi i rybołówstwa | Zatoka Gdańska, okolice Kątów Rybackich        | zobacz strefę 1a  | 54° 27.91' N 019° 02.84’ E            |
| 1a            | okresowo          | żeglugi i rybołówstwa | Zatoka Gdańska, okolice Kątów Rybackich        | zobacz strefę 1a  | 54° 27.91' N 019° 22.94’ E            |
| 1a            | okresowo          | żeglugi i rybołówstwa | Zatoka Gdańska, okolice Kątów Rybackich        | zobacz strefę 1a  | 54° 23.91' N 019° 21.44’ E            |
| 1b            | okresowo          | żeglugi i rybołówstwa | Zatoka Gdańska, okolice Kątów Rybackich        | zobacz strefę 1b  | 54° 27.91' N 019° 02.84’ E            |
| 1b            | okresowo          | żeglugi i rybołówstwa | Zatoka Gdańska, okolice Kątów Rybackich        | zobacz strefę 1b  | 54° 32.91' N 019° 06.64’ E            |
| 1b            | okresowo          | żeglugi i rybołówstwa | Zatoka Gdańska, okolice Kątów Rybackich        | zobacz strefę 1b  | 54° 32.91' N 019° 23.14’ E            |
| 1b            | okresowo          | żeglugi i rybołówstwa | Zatoka Gdańska, okolice Kątów Rybackich        | zobacz strefę 1b  | 54° 27.91' N 019° 22.94’ E            |
| 2             | okresowo          | żeglugi i rybołówstwa | Zatoka Gdańska, okolice Gdyni                  | zobacz strefę 2   | 54° 32.91' N 018° 34.04’ E            |
| 2             | okresowo          | żeglugi i rybołówstwa | Zatoka Gdańska, okolice Gdyni                  | zobacz strefę 2   | 54° 33.21' N 018° 33.74’ E            |
| 2             | okresowo          | żeglugi i rybołówstwa | Zatoka Gdańska, okolice Gdyni                  | zobacz strefę 2   | 54° 37.31' N 018° 35.64’ E            |
| 2             | okresowo          | żeglugi i rybołówstwa | Zatoka Gdańska, okolice Gdyni                  | zobacz strefę 2   | 54° 37.21' N 018° 36.64’ E            |
| 2             | okresowo          | żeglugi i rybołówstwa | Zatoka Gdańska, okolice Gdyni                  | zobacz strefę 2   | 54° 33.11' N 018° 34.64’ E            |
| 3             | stale             | rybołówstwa           | Zatoka Gdańska, okolice Gdyni                  | zobacz strefę 3   | 54° 32.25' N 018° 33.78’ E            |
| 3             | stale             | rybołówstwa           | Zatoka Gdańska, okolice Gdyni                  | zobacz strefę 3   | 54° 32.25' N 018° 35.33’ E            |
| 3             | stale             | rybołówstwa           | Zatoka Gdańska, okolice Gdyni                  | zobacz strefę 3   | 54° 32.80' N 018° 35.33’ E            |
| 3             | stale             | rybołówstwa           | Zatoka Gdańska, okolice Gdyni                  | zobacz strefę 3   | 54° 32.80' N 018° 33.60’ E            |
| 4             | okresowo          | żeglugi i rybołówstwa | Zatoka Gdańska, okolice Helu/Jastarni          | zobacz strefę 4   | 54° 40.30' N 018° 43.30’ E            |
| 4             | okresowo          | żeglugi i rybołówstwa | Zatoka Gdańska, okolice Helu/Jastarni          | zobacz strefę 4   | 54° 39.60' N 018° 41.60’ E            |
| 4             | okresowo          | żeglugi i rybołówstwa | Zatoka Gdańska, okolice Helu/Jastarni          | zobacz strefę 4   | 54° 37.70' N 018° 44.30’ E            |
| 4             | okresowo          | żeglugi i rybołówstwa | Zatoka Gdańska, okolice Helu/Jastarni          | zobacz strefę 4   | 54° 38.40' N 018° 45.70’ E            |
| 5             | okresowo          | żeglugi i rybołówstwa | Zatoka Gdańska, okolice Helu/Jastarni          | zobacz strefę 5   | 54° 36.11' N 018° 44.34’ E            |
| 5             | okresowo          | żeglugi i rybołówstwa | Zatoka Gdańska, okolice Helu/Jastarni          | zobacz strefę 5   | 54° 38.41' N 018° 40.94’ E            |
| 5             | okresowo          | żeglugi i rybołówstwa | Zatoka Gdańska, okolice Helu/Jastarni          | zobacz strefę 5   | 54° 40.01' N 018° 41.04’ E            |
| 5             | okresowo          | żeglugi i rybołówstwa | Zatoka Gdańska, okolice Helu/Jastarni          | zobacz strefę 5   | 54° 36.81' N 018° 45.74’ E            |
| 6             | okresowo          | żeglugi i rybołówstwa | okolice Ustki i poligonu Ustka – Wicko Morskie | zobacz strefę 6   | 54° 32.62' N 016° 32.72’ E            |
| 6             | okresowo          | żeglugi i rybołówstwa | okolice Ustki i poligonu Ustka – Wicko Morskie | zobacz strefę 6   | 54° 40.75' N 016° 16.95’ E            |
| 6             | okresowo          | żeglugi i rybołówstwa | okolice Ustki i poligonu Ustka – Wicko Morskie | zobacz strefę 6   | 54° 47.03' N 016° 46.36’ E            |
| 6             | okresowo          | żeglugi i rybołówstwa | okolice Ustki i poligonu Ustka – Wicko Morskie | zobacz strefę 6   | 54° 35.27' N 016° 50.70’ E            |
| 6a            | okresowo          | żeglugi i rybołówstwa | okolice Ustki i poligonu Ustka – Wicko Morskie | zobacz strefę 6a  | 54° 34.10' N 016° 41.86’ E            |
| 6a            | okresowo          | żeglugi i rybołówstwa | okolice Ustki i poligonu Ustka – Wicko Morskie | zobacz strefę 6a  | 54° 35.90' N 016° 41.86’ E            |
| 6a            | okresowo          | żeglugi i rybołówstwa | okolice Ustki i poligonu Ustka – Wicko Morskie | zobacz strefę 6a  | 54° 35.90' N 016° 44.86’ E            |
| 6a            | okresowo          | żeglugi i rybołówstwa | okolice Ustki i poligonu Ustka – Wicko Morskie | zobacz strefę 6a  | 54° 34.10' N 016° 44.86’ E            |
| 6b            | okresowo          | żeglugi i rybołówstwa | okolice Ustki i poligonu Ustka – Wicko Morskie | zobacz strefę 6b  | 54° 29.05' N 016° 25.48’ E            |
| 6b            | okresowo          | żeglugi i rybołówstwa | okolice Ustki i poligonu Ustka – Wicko Morskie | zobacz strefę 6b  | 54° 35.40' N 016° 08.77’ E            |
| 6b            | okresowo          | żeglugi i rybołówstwa | okolice Ustki i poligonu Ustka – Wicko Morskie | zobacz strefę 6b  | 54° 40.75' N 016° 16.95’ E            |
| 6b            | okresowo          | żeglugi i rybołówstwa | okolice Ustki i poligonu Ustka – Wicko Morskie | zobacz strefę 6b  | 54° 32.62' N 016° 32.72’ E            |
| 6c            | okresowo          | żeglugi i rybołówstwa | okolice Ustki i poligonu Ustka – Wicko Morskie | zobacz strefę 6c  | 54° 32.75' N 016° 33.84’ E            |
| 6c            | okresowo          | żeglugi i rybołówstwa | okolice Ustki i poligonu Ustka – Wicko Morskie | zobacz strefę 6c  | 54° 36.08' N 016° 33.84’ E            |
| 6c            | okresowo          | żeglugi i rybołówstwa | okolice Ustki i poligonu Ustka – Wicko Morskie | zobacz strefę 6c  | 54° 36.50' N 016° 38.87’ E            |
| 6c            | okresowo          | żeglugi i rybołówstwa | okolice Ustki i poligonu Ustka – Wicko Morskie | zobacz strefę 6c  | 54° 36.50' N 016° 40.75’ E            |
| 6c            | okresowo          | żeglugi i rybołówstwa | okolice Ustki i poligonu Ustka – Wicko Morskie | zobacz strefę 6c  | 54° 34.00' N 016° 40.75’ E            |
| 10            | okresowo          | żeglugi i rybołówstwa | na północny wschód od Mierzei Helskiej         | zobacz strefę 10  | 54° 47.40' N 018° 27.20’ E            |
| 10            | okresowo          | żeglugi i rybołówstwa | na północny wschód od Mierzei Helskiej         | zobacz strefę 10  | 54° 55.21' N 018° 36.00’ E            |
| 10            | okresowo          | żeglugi i rybołówstwa | na północny wschód od Mierzei Helskiej         | zobacz strefę 10  | 54° 51.92' N 018° 43.37’ E            |
| 10            | okresowo          | żeglugi i rybołówstwa | na północny wschód od Mierzei Helskiej         | zobacz strefę 10  | 54° 44.36' N 018° 35.29’ E            |
| 11            | okresowo          | żeglugi i rybołówstwa | na północny wschód od Mierzei Helskiej         | zobacz strefę 11  | 54° 44.36' N 018° 35.28’ E            |
| 11            | okresowo          | żeglugi i rybołówstwa | na północny wschód od Mierzei Helskiej         | zobacz strefę 11  | 54° 51.92' N 018° 43.37’ E            |
| 11            | okresowo          | żeglugi i rybołówstwa | na północny wschód od Mierzei Helskiej         | zobacz strefę 11  | 54° 45.51' N 018° 57.84’ E            |
| 11            | okresowo          | żeglugi i rybołówstwa | na północny wschód od Mierzei Helskiej         | zobacz strefę 11  | 54° 38.91' N 018° 49.84’ E            |
| 12            | okresowo          | żeglugi i rybołówstwa | okolice Dziwnowa                               | zobacz strefę 12  | 54° 01.91' N 014° 46.68’ E            |
| 12            | okresowo          | żeglugi i rybołówstwa | okolice Dziwnowa                               | zobacz strefę 12  | 54° 05.71' N 014° 44.38’ E            |
| 12            | okresowo          | żeglugi i rybołówstwa | okolice Dziwnowa                               | zobacz strefę 12  | 54° 07.11' N 014° 50.68’ E            |
| 12            | okresowo          | żeglugi i rybołówstwa | okolice Dziwnowa                               | zobacz strefę 12  | 54° 03.11' N 014° 52.98’ E            |
| 13            | okresowo          | żeglugi i rybołówstwa | okolice Dziwnowa                               | zobacz strefę 13  | 54° 00.51' N 014° 27.88’ E            |
| 13            | okresowo          | żeglugi i rybołówstwa | okolice Dziwnowa                               | zobacz strefę 13  | 54° 03.73' N 014° 27.88’ E            |
| 13            | okresowo          | żeglugi i rybołówstwa | okolice Dziwnowa                               | zobacz strefę 13  | 54° 06.41' N 014° 36.38’ E            |
| 13            | okresowo          | żeglugi i rybołówstwa | okolice Dziwnowa                               | zobacz strefę 13  | 54° 02.81' N 014° 36.38’ E            |
| 14            | stale             | rybołówstwa           | Zatoka Gdańska, okolice Helu                   | zobacz strefę 14  | 54° 36.79' N 018° 46.79’ E            |
| 14            | stale             | rybołówstwa           | Zatoka Gdańska, okolice Helu                   | zobacz strefę 14  | 54° 36.40' N 018° 47.63’ E            |
| 14            | stale             | rybołówstwa           | Zatoka Gdańska, okolice Helu                   | zobacz strefę 14  | 54° 35.21' N 018° 46.54’ E            |
| 14            | stale             | rybołówstwa           | Zatoka Gdańska, okolice Helu                   | zobacz strefę 14  | 54° 35.21' N 018° 44.54’ E            |
| 14            | stale             | rybołówstwa           | Zatoka Gdańska, okolice Helu                   | zobacz strefę 14  | 54° 36.11' N 018° 44.34’ E            |
| 15            | stale             | żeglugi i rybołówstwa | Zatoka Gdańska, okolice Gdyni                  | zobacz strefę 15  | 54° 32.81' N 018° 33.74’ E            |
| 15            | stale             | żeglugi i rybołówstwa | Zatoka Gdańska, okolice Gdyni                  | zobacz strefę 15  | 54° 33.11' N 018° 33.74’ E            |
| 15            | stale             | żeglugi i rybołówstwa | Zatoka Gdańska, okolice Gdyni                  | zobacz strefę 15  | 54° 33.11' N 018° 35.34’ E            |
| 15            | stale             | żeglugi i rybołówstwa | Zatoka Gdańska, okolice Gdyni                  | zobacz strefę 15  | 54° 32.81' N 018° 35.34’ E            |

## Zarządzenia porządkowe Dyrektora Urzędu Morskiego w Gdyni
Ponadto istnieją strefy zamknięte usankcjonowane Zarządzeniami porządkowymi Dyrektora Urzędu Morskiego w Gdyni:
| miejsce                                                                    | akt prawny                                                                                             | zabrania się                                                                           | położenie (wikimapia) | współrzędne geograficzne wierzchołków |
| -------------------------------------------------------------------------- | --- | -------------------------------------------------------------------------------------- | --------------------- | ------------------------------------- |
| obejmuje torpedownię na Babich Dołach                                      | zarządzenie porządkowe nr 15 Dyrektora UM w Gdyni z 27 lipca 2006 - Dziennik Urzędowy Pomor.06.90.1874 | - kąpania, - pływania - uprawiania sportów wodnych                                     | położenie             | 54° 35' 12" N 018° 32' 15" E          |
| obejmuje torpedownię na Babich Dołach                                      | zarządzenie porządkowe nr 15 Dyrektora UM w Gdyni z 27 lipca 2006 - Dziennik Urzędowy Pomor.06.90.1874 | - kąpania, - pływania - uprawiania sportów wodnych                                     | położenie             | 54° 35' 20" N 018° 32' 44" E          |
| obejmuje torpedownię na Babich Dołach                                      | zarządzenie porządkowe nr 15 Dyrektora UM w Gdyni z 27 lipca 2006 - Dziennik Urzędowy Pomor.06.90.1874 | - kąpania, - pływania - uprawiania sportów wodnych                                     | położenie             | 54° 35' 17" N 018° 32' 48" E          |
| obejmuje torpedownię na Babich Dołach                                      | zarządzenie porządkowe nr 15 Dyrektora UM w Gdyni z 27 lipca 2006 - Dziennik Urzędowy Pomor.06.90.1874 | - kąpania, - pływania - uprawiania sportów wodnych                                     | położenie             | 54° 35' 09" N 018° 32' 44" E          |
| obejmuje torpedownię na Babich Dołach                                      | zarządzenie porządkowe nr 15 Dyrektora UM w Gdyni z 27 lipca 2006 - Dziennik Urzędowy Pomor.06.90.1874 | - kąpania, - pływania - uprawiania sportów wodnych                                     | położenie             | 54° 35' 05" N 018° 32' 29" E          |
| okolice Rezydencji Prezydenta RP (wewnątrz strefy nr 4)                    | zarządzenie porządkowe nr 9 Dyrektora UM w Gdyni z 25 maja 2006 - WŻ BHMW nr 22/2007                   | - kąpieli - pływania - uprawiania sportów wodnych - żeglugi przez osoby nieupoważnione | położenie             | 54° 40’ 08" N 018° 43’ 37" E          |
| okolice Rezydencji Prezydenta RP (wewnątrz strefy nr 4)                    | zarządzenie porządkowe nr 9 Dyrektora UM w Gdyni z 25 maja 2006 - WŻ BHMW nr 22/2007                   | - kąpieli - pływania - uprawiania sportów wodnych - żeglugi przez osoby nieupoważnione | położenie             | 54° 39’ 56" N 018° 43’ 07" E          |
| okolice Rezydencji Prezydenta RP (wewnątrz strefy nr 4)                    | zarządzenie porządkowe nr 9 Dyrektora UM w Gdyni z 25 maja 2006 - WŻ BHMW nr 22/2007                   | - kąpieli - pływania - uprawiania sportów wodnych - żeglugi przez osoby nieupoważnione | położenie             | 54° 39’ 02" N 018° 44’ 09" E          |
| okolice Rezydencji Prezydenta RP (wewnątrz strefy nr 4)                    | zarządzenie porządkowe nr 9 Dyrektora UM w Gdyni z 25 maja 2006 - WŻ BHMW nr 22/2007                   | - kąpieli - pływania - uprawiania sportów wodnych - żeglugi przez osoby nieupoważnione | położenie             | 54° 39’ 13" N 018° 44’ 38" E          |
| zakończenie Mierzei Helskiej                                               | zarządzenie porządkowe nr 12 Dyrektora UM w Gdyni z 5 lipca 2007                                       | - wchodzenia do wody - kąpania - pływania - uprawiania sportów wodnych                 | położenie             | 54° 35' 38" N 018° 48' 36" E          |
| zakończenie Mierzei Helskiej                                               | zarządzenie porządkowe nr 12 Dyrektora UM w Gdyni z 5 lipca 2007                                       | - wchodzenia do wody - kąpania - pływania - uprawiania sportów wodnych                 | położenie             | 54° 35' 37" N 018° 48' 35" E          |
| zakończenie Mierzei Helskiej                                               | zarządzenie porządkowe nr 12 Dyrektora UM w Gdyni z 5 lipca 2007                                       | - wchodzenia do wody - kąpania - pływania - uprawiania sportów wodnych                 | położenie             | 54° 35' 34" N 018° 48' 37" E          |
| zakończenie Mierzei Helskiej                                               | zarządzenie porządkowe nr 12 Dyrektora UM w Gdyni z 5 lipca 2007                                       | - wchodzenia do wody - kąpania - pływania - uprawiania sportów wodnych                 | położenie             | 54° 35' 35" N 018° 48' 39" E          |
| okolice torpedowni na Babich Dołach (częściowo pokrywa się ze strefą nr 2) | zarządzenie porządkowe nr 13 Dyrektora UM w Gdyni z 19 lipca 2007 - WŻ BHMW nr 30/2007                 | - kotwiczenia - uprawiania żeglugi i - sportów wodnych - działalności gospodarczej.    | położenie             | 54° 35.0’ N 18° 34.6’ E               |
| okolice torpedowni na Babich Dołach (częściowo pokrywa się ze strefą nr 2) | zarządzenie porządkowe nr 13 Dyrektora UM w Gdyni z 19 lipca 2007 - WŻ BHMW nr 30/2007                 | - kotwiczenia - uprawiania żeglugi i - sportów wodnych - działalności gospodarczej.    | położenie             | 54° 35.3’ N 18° 34.7’ E               |
| okolice torpedowni na Babich Dołach (częściowo pokrywa się ze strefą nr 2) | zarządzenie porządkowe nr 13 Dyrektora UM w Gdyni z 19 lipca 2007 - WŻ BHMW nr 30/2007                 | - kotwiczenia - uprawiania żeglugi i - sportów wodnych - działalności gospodarczej.    | położenie             | 54° 35.6’ N 18° 35.8’ E               |
| okolice torpedowni na Babich Dołach (częściowo pokrywa się ze strefą nr 2) | zarządzenie porządkowe nr 13 Dyrektora UM w Gdyni z 19 lipca 2007 - WŻ BHMW nr 30/2007                 | - kotwiczenia - uprawiania żeglugi i - sportów wodnych - działalności gospodarczej.    | położenie             | 54° 35.3’ N 18° 37.0’ E               |
| okolice torpedowni na Babich Dołach (częściowo pokrywa się ze strefą nr 2) | zarządzenie porządkowe nr 13 Dyrektora UM w Gdyni z 19 lipca 2007 - WŻ BHMW nr 30/2007                 | - kotwiczenia - uprawiania żeglugi i - sportów wodnych - działalności gospodarczej.    | położenie             | 54° 35.0’ N 18° 37.0’ E               |

## Ogłaszanie
Okresy zamykania stref ogłaszane są w Wiadomościach Żeglarskich – tygodniku BHMW z tygodniowym wyprzedzeniem, a także w komunikatach radiowych, navtex i innymi sposobami (na przykład poprzez wywieszanie informacji w kapitanatach czy bosmanatach portów). W przypadku nagłej konieczności ogłoszenie o zamknięciu wybranej strefy zmieszczą się w systemie ostrzeżeń nawigacyjnych bez zachowania terminu siedmiodniowego.